# Paleoabyssocythere
Paleoabyssocythere is een geslacht van uitgestorven kreeftachtigen uit de klasse van de Ostracoda (mosselkreeftjes).

## Soorten
- Paleoabyssocythere clivosa (Nikolaeva, 1981) Nikolaeva, 1984 †
- Paleoabyssocythere cretacea Benson, 1977 †
- Paleoabyssocythere trinidadensis (Bold, 1957) Nikolaeva, 1984 †